# Parrocchie dell'arcidiocesi di Messina-Lipari-Santa Lucia del Mela

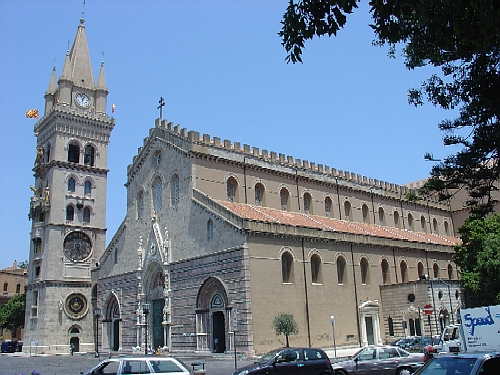
Basilica Cattedrale Protometropolitana di Santa Maria Assunta

Il territorio dell'arcidiocesi di Messina-Lipari-Santa Lucia del Mela si estende su 1521 km² ed è suddiviso in 245 parrocchie, raggruppate in 10 vicariati che formano le 4 zone pastorali. 
Dal 1997 la parrocchia messinese di Santa Maria del Grafeo è una prelatura "ad personam" con proprio clero di rito italo-bizantino nell'ambito dell'arcidiocesi.

## Elenco delle Parrocchie

### Zona Pastorale Messina e villaggi
La Zona Pastorale è suddivisa in 3 vicariati.

#### Vicariato di Messina Centro - Nord
- Basilica Cattedrale di Santa Maria Assunta
- Cuore Immacolato di Maria (Paradiso)
- Maria Santissima Annunziata (Annunziata)
- Maria Santissima Annunziata (Camaro Inferiore)
- San Camillo
- San Clemente
- San Domenico
- San Francesco d’Assisi (San Licandro)
- San Gabriele dell’Addolorata
- San Giacomo Maggiore
- San Giuliano
- San Luca Evangelista
- San Matteo
- San Michele Arcangelo (San Michele)
- San Nicolò all’Arcivescovado
- San Paolo Apostolo (Camaro Inferiore)
- San Placido Martire (Tremonti)
- Sant’Andrea Apostolo (Scala Ritiro)
- Sant’Antonio Abate
- Sant’Elena
- Sant’Eustochia Smeralda (Contrada Citola - Annunziata)
- Santa Caterina Vergine e Martire
- Santa Maria Addolorata (Sant’Andrea di Avellino)
- Santa Maria Annunziata (Cataratti) e San Giuseppe (Bisconte)
- Santa Maria Consolata (Don Orione)
- Santa Maria del Carmine
- Santa Maria dell’Arco
- Santa Maria della Consolazione (Gravitelli Inferiore)
- Santa Maria delle Grazie (Gravitelli Superiore)
- Santa Maria di Gesù (Provinciale)
- Santa Maria di Gesù (Ritiro)
- Santa Maria di Montalto
- Santa Maria di Pompei
- Santa Maria Incoronata (Camaro Superiore)
- Santa Marta
- Santa Teresa del Bambino Gesù (Montepiselli)
- Santi Pietro e Paolo

#### Vicariato di Messina Sud - Galati
- Madonna della Pace (Unrra)
- Madonna delle Lacrime (Santo Bordonaro)
- Maria Regina degli Apostoli (Gescal)
- Sacra Famiglia (Cep)
- San Filippo d’Agira (San Filippo Inferiore)
- San Giovanni Battista (Larderia)
- San Giovanni Battista (Santo Stefano Briga)
- San Marco Evangelista (Mili San Marco)
- San Mauro (Giampilieri Marina)
- San Nicola di Bari (Pezzolo)
- San Nicola di Bari (San Filippo Superiore)
- San Nicolò di Bari (Gazzi)
- San Nicolò di Bari (Giampilieri)
- San Nicolò di Bari (Pistunina)
- San Nicolò di Bari (Zafferia)
- San Paolino Vescovo (Mili Marina)
- San Pio X (Fondo Fucile)
- Sant’Anna (Galati Sant’Anna)
- Santa Domenica Vergine e Martire (Tremestieri)
- Santa Lucia Vergine e Martire (Santa Lucia Sopra Contesse)
- Santa Margherita (Santa Margherita)
- Santa Maria Annunziata (Cumia Superiore) e Santa Marina (Cumia Inferiore)
- Santa Maria dei Giardini (Santo Stefano Medio)
- Santa Maria della Consolazione (Villaggio Santo)
- Santa Maria della Lettera (Galati Marina)
- Santa Maria delle Grazie (Bordonaro)
- Santa Maria Immacolata (Contesse)
- Santa Maria la Scala (Molino) e San Biagio (Altolia)
- Santa Maria Madre della Chiesa (Santa Margherita Marina)
- San Pietro Apostolo (Mili San Pietro) e San Giuseppe (Tipoldo)
- Santi Paolo (Briga Marina) e Nicola (Briga Superiore)
- Santissimo Salvatore (Aldisio)
- Stella Maris (Minissale)

#### Vicariato di Faro
- Sacro Cuore di Gesù (Spartà) e San Pietro Apostolo (Acqualadroni)
- San Giovanni Battista (Massa San Giovanni)
- San Giovanni Battista e Santa Maria del Rosario (Castanea delle Furie)
- San Nicola di Bari (Ganzirri)
- Sant’Agata Vergine e Martire (Sant’Agata)
- Santa Lucia Vergine e Martire (Massa Santa Lucia)
- Santa Maria Addolorata (Tono)
- Santa Maria Assunta (Faro Superiore)
- Santa Maria dei Bianchi (Curcuraci)
- Santa Maria dei Miracoli (Sperone)
- Santa Maria della Lettera (Torre Faro)
- Santa Maria delle Grazie (Pace)
- Santa Maria delle Grazie (Rodia)
- Santi Biagio (Piano Torre) e Saba (San Saba)
- Santi Giorgio e Nicola (Massa San Giorgio)
- Santo Stefano Iuniore (Salice)

### Zona Pastorale Versante Ionico
La Zona Pastorale è suddivisa in 2 vicariati.

#### Vicariato di Santa Teresa di Riva - Roccalumera
- Sant’Agata Vergine e Martire, Alì
- San Rocco, Alì Terme
- Santa Maria della Provvidenza, Antillo
- Sant’Onofrio Anacoreta, Casalvecchio Siculo
- Santa Maria della Lettera, Casalvecchio Siculo (Misitano)
- San Sebastiano, Casalvecchio Siculo (Mitta)
- Maria Santissima Annunziata, Fiumedinisi
- Santa Maria Annunziata ed Assunta, Forza d'Agrò
- Sant’Alfio, Forza d’Agrò (Scifì)
- Santa Maria del Rosario, Furci Siculo
- Santa Maria di Lourdes, Furci Siculo (Grotte)
- Santi Pietro e Paolo e San Giacomo, Itala
- San Sebastiano, Limina
- Santa Domenica Vergine e Martire, Mandanici
- Santa Maria Assunta e San Giuseppe, Nizza di Sicilia
- Santi Pietro e Paolo e Giovanni Battista, Pagliara (Locadi)
- San Francesco di Paola, Pagliara
- Santa Maria Immacolata, Roccafiorita
- Santa Maria della Catena, Roccalumera
- Santa Maria del Carmelo, Roccalumera
- Santa Maria del Rosario, Roccalumera (Allume)
- Santi Cosma e Damiano, Roccalumera (Sciglio)
- Santa Maria delle Grazie, Sant'Alessio Siculo
- Santa Maria del Carmelo, Santa Teresa di Riva
- Santa Maria di Portosalvo, Santa Teresa di Riva
- Sacra Famiglia, Santa Teresa di Riva
- San Vito Martire, Santa Teresa di Riva (Misserio)
- Santa Maria Assunta, Savoca
- Santi Rosalia (Rina) e Francesco di Paola, Savoca
- Santa Maria del Carmelo e San Nicolò, Scaletta Zanclea
- Santa Maria Annunziata e Santa Maria di Loreto, Scaletta Zanclea (Guidomandri)

#### Vicariato di Taormina - Val d'Alcantara
- San Nicolò di Bari, Castelmola
- Santa Maria Assunta, Francavilla di Sicilia
- Santa Maria Annunziata, Gaggi
- Santa Maria Assunta, Gallodoro
- Maria Santissima Immacolata, Giardini Naxos
- Santa Maria Raccomandata, Giardini Naxos
- San Pancrazio Vescovo, Giardini Naxos
- San Basilio Magno, Graniti
- San Giuseppe, Letojanni
- Sant’Anna, Malvagna
- Santa Maria delle Grazie, Mojo Alcantara
- Santa Maria del Carmelo, Mongiuffi Melia
- San Nicolò di Bari, Mongiuffi Melia (Melia)
- San Michele Arcangelo, Motta Camastra
- San Nicolò di Bari, Roccella Valdemone
- Sant’Antonio Abate, Santa Domenica Vittoria
- Basilica di San Nicolò di Bari, Taormina
- Santa Maria Goretti, Taormina (Mazzeo)
- Sacro Cuore di Gesù, Taormina (Santa Venera)

### Zona Pastorale Versante Tirrenico
La Zona Pastorale è suddivisa in 4 vicariati.

#### Vicariato di Barcellona Pozzo di Gotto
- Basilica di San Sebastiano, Barcellona Pozzo di Gotto
- Sant’Antonio Abate, Barcellona Pozzo di Gotto
- San Francesco di Paola, Barcellona Pozzo di Gotto
- San Giovanni Battista, Barcellona Pozzo di Gotto
- San Giovanni Paolo II, Barcellona Pozzo di Gotto (Portosalvo)
- Santa Maria Assunta, Barcellona Pozzo di Gotto (Pozzo di Gotto)
- Santa Maria del Piliere, Barcellona Pozzo di Gotto (Acquaficara)
- Santa Maria dell’Idria, Barcellona Pozzo di Gotto
- Santa Maria della Visitazione, Barcellona Pozzo di Gotto (Centineo)
- Santa Maria di Fatima, Barcellona Pozzo di Gotto
- Santa Maria di Loreto, Barcellona Pozzo di Gotto (Oreto)
- Santa Maria e San Rocco, Barcellona Pozzo di Gotto (Nasari)
- Santa Maria Maggiore, Barcellona Pozzo di Gotto (Gala)
- San Rocco, Barcellona Pozzo di Gotto (Calderà)
- Santa Venera, Barcellona Pozzo di Gotto
- Santi Andrea e Vito, Barcellona Pozzo di Gotto (Sant’Andrea)
- Santi Paolo Apostolo e Giobbe, Barcellona Pozzo di Gotto (Cannistrà)
- Santa Maria Assunta, Castroreale
- San Carlo Borromeo (Bafia) e Spirito Santo (Catalimita), Castroreale
- Santa Domenica Vergine e Martire, Castroreale (Protonotaro)
- Santa Maria Annunziata, Merì

#### Vicariato di Milazzo - Santa Lucia del Mela
- Santa Maria del Tindari, Condrò
- San Nicola di Bari e Santa Maria Assunta (Soccorso), Gualtieri Sicaminò
- Santo Stefano Protomartire, Milazzo
- Nostra Signora del Santo Rosario, Milazzo
- Sacro Cuore di Gesù, Milazzo
- Santa Maria Maggiore, Milazzo
- Santissimo Crocifisso, Milazzo
- Santa Maria delle Grazie, Milazzo (Grazia)
- Santa Maria Addolorata, Milazzo (Capo Milazzo)
- San Marco, Milazzo (San Marco)
- Santa Marina, Milazzo (Santa Marina)
- San Pietro Apostolo, Milazzo (San Pietro)
- Trasfigurazione del Signore Gesù Cristo, Milazzo
- Santa Maria della Visitazione, Pace del Mela
- Santa Maria del Rosario, Pace del Mela (Giammoro)
- Santi Filippo e Giacomo e Santa Maria Addolorata (Cattafi), San Filippo del Mela
- Santa Maria Immacolata (Olivarella) e Sacro Cuore di Gesù (Corriolo), San Filippo del Mela
- Maria Santissima della Catena, San Filippo del Mela (Archi)
- Basilica Concattedrale di Santa Maria Assunta, Santa Lucia del Mela
- Santa Maria Annunziata, Santa Lucia del Mela
- Sacro Cuore, Santa Lucia del Mela

#### Vicariato di Montalbano Elicona - Novara di Sicilia
- San Francesco d’Assisi, Basicò
- San Giovanni Battista e Santa Maria Immacolata (Belvedere), Falcone
- Santi Angeli Custodi e San Giuseppe, Fondachelli Fantina
- Santa Maria della Provvidenza, Fondachelli Fantina (Fantina)
- Santa Croce, Furnari
- Santa Maria di Trapani, Furnari (Tonnarella)
- Santa Maria delle Grazie, Mazzarrà Sant’Andrea
- San Nicolò Vescovo, Montalbano Elicona
- Santa Barbara, Montalbano Elicona (Santa Barbara)
- Maria Santissima in Collis, Montalbano Elicona (Santa Maria)
- Maria Santissima Addolorata, Montalbano Elicona (Braidi)
- Santa Maria Assunta, Novara di Sicilia
- Santi Basilio e Marco, Novara di Sicilia (San Basilio)
- Santa Maria Immacolata e Santi Bartolomeo e Giovanni Battista (Milici), Rodì Milici
- Santa Maria delle Grazie, Terme Vigliatore (Terme)
- San Biagio e Santa Maria delle Grazie, Terme Vigliatore (Vigliatore)
- San Vincenzo Martire e Santa Maria del Rosario (Casale), Tripi
- San Gaetano, Tripi (Campogrande)

#### Vicariato di Spadafora
- Sant’Antonio Abate, Messina (Gesso)
- Sacro Cuore di Gesù, Monforte San Giorgio (Marina)
- San Giorgio Martire, Monforte San Giorgio
- Santa Maria di Crispino, Monforte San Giorgio (Pellegrino)
- San Nicolò di Bari, Roccavaldina
- Santa Maria di Loreto (San Salvatore) e San Giuseppe (Cardà), Roccavaldina
- Santa Maria Assunta e Santi Rocco (Gimello) e Gaetano (Santa Domenica), Rometta
- Sant’Antonio di Padova e Santa Maria Assunta, Rometta (Rometta Marea)
- Santi Andrea (Sant’Andrea) e Domenico (Rapano), Rometta
- San Pietro Apostolo e Santa Maria del Rosario (Pirrera), San Pier Niceto
- Santi Nicola e Pietro Apostolo, Saponara
- Santi Sebastiano (Cavaliere) e Antonio di Padova (Scarcelli), Saponara
- San Domenico, Saponara (Giuntarella)
- Santi Giuseppe e Martino (San Martino), Spadafora
- San Paolino Vescovo, Torregrotta
- Santa Maria della Scala, Torregrotta (Scala)
- San Pancrazio Martire, Valdina
- San Giovanni Battista, Valdina (Fondachello)
- San Nicolò Vescovo, Venetico
- Santa Maria del Carmelo, Venetico (Marina)
- San Nicolò di Bari, Villafranca Tirrena
- Santa Margherita Vergine e Martire, Villafranca Tirrena (Calvaruso)
- San Gregorio Magno, Villafranca Tirrena (Divieto)
- Santa Maria della Candelora, Villafranca Tirrena (Serro)

### Zona Pastorale Isole Eolie
La Zona Pastorale è composta da un solo vicariato.

#### Vicariato delle Isole Eolie
- Basilica Concattedrale di San Bartolomeo, Lipari
- Basilica di San Cristoforo, Lipari (Canneto)
- Maria Santissima del Rosario, Lipari (Lami)
- Maria Santissima di Porto Salvo, Lipari
- Purità di Maria Santissima, Lipari (Quattropani)
- San Gaetano, Lipari (Acquacalda)
- San Giuseppe, Lipari
- San Pietro, Lipari
- Santa Croce, Lipari (Pianoconte)
- Santissimo Nome di Maria, Lipari (Pirrera)
- San Bartolomeo, Lipari (Stromboli)
- San Vincenzo Ferreri, Lipari (Stromboli)
- San Vincenzo Ferreri, Lipari (Ginostra)
- Santi Angeli Custodi, Lipari (Vulcano)
- San Pietro Apostolo, Lipari (Panarea)
- San Giuseppe, Lipari (Filicudi)
- Santo Stefano, Lipari (Filicudi)
- Maria Santissima del Carmelo, Lipari (Alicudi)
- San Giuseppe, Leni
- Maria Santissima del Terzito, Leni (Val di Chiesa)
- San Gaetano, Leni (Rinella)
- San Lorenzo, Malfa
- Sant’Anna, Malfa (Capo Gramignazzi)
- Sant’Onofrio, Malfa (Pollara)
- Maria Santissima Addolorata, Santa Marina Salina
- San Bartolomeo, Santa Marina Salina (Lingua)